# Peltoperla lestagei
Peltoperla lestagei är en bäcksländeart som beskrevs av Šámal 1921. Peltoperla lestagei ingår i släktet Peltoperla och familjen Peltoperlidae. Inga underarter finns listade i Catalogue of Life.